# Eunice tovarae
Eunice tovarae is een borstelworm uit de familie Eunicidae. Het lichaam van de worm bestaat uit een kop, een cilindrisch, gesegmenteerd lichaam en een staartstukje. De kop bestaat uit een prostomium (gedeelte voor de mondopening) en een peristomium (gedeelte rond de mond) en draagt gepaarde aanhangsels (palpen, antennen en cirri).
Eunice tovarae werd in 2011 voor het eerst wetenschappelijk beschreven door Carrera-Parra and Salazar-Vallejo.